# Stephanie Ladwig
Stephanie Ladwig (* 1966 in Schleswig) ist eine deutsche parteilose Politikerin. Von 2011 bis 2023 war sie Landrätin des Kreises Plön.

## Leben
Ladwig wuchs in Hamburg auf. Nachdem sie 1986 ihr Abitur gemacht hatte, studierte sie Rechtswissenschaften an der Universität Hamburg und legte 1993 die Erste Juristische Staatsprüfung ab. Im Anschluss arbeitete sie in der Justizbehörde Hamburg. Sie begann 1994 ihr Rechtsreferendariat und absolvierte 1998 die Große juristische Staatsprüfung. Sie war nun von 1998 bis 2011 in verschiedenen Positionen beim Kreis Nordfriesland tätig, unter anderem als Leiterin der Stabsstelle für Öffentlichkeitsarbeit und Europa, persönliche Referentin des Landrates, stellvertretende Landrätin und Leiterin des Fachbereichs für Recht, Sicherheit, Kultur und Gesundheit.
Am 9. Dezember 2010 wurde die parteilose Ladwig, unterstützt von SPD, Grünen, FWG und dem Linksbündnis, durch den Plöner Kreistag für sechs Jahre zur Landrätin des Kreises Plön gewählt. Am 5. Mai 2011 trat sie ihr Amt an. Am 15. Dezember 2016 wurde sie auf Vorschlag von SPD, Grünen, FWG und zwei fraktionslosen Abgeordneten vom Kreistag für eine zweite sechsjährige Amtszeit wiedergewählt. Zur Wahl im Dezember 2022 trat sie nicht mehr an, ihr Nachfolger als Landrat wurde am 5. Mai 2023 Björn Demmin.
Seit dem 1. Juni 2023 ist Ladwig Personalvorstand von Hansewerk.